# مارکو ایلی-هانوکسلا
مارکو ایلی-هانوکسلا (به فنلاندی: Marko Yli-Hannuksela؛ زادهٔ ۲۱ دسامبر ۱۹۷۳) کشتی‌گیر بازنشستهٔ اهل فنلاند است که در دستهٔ ۷۴–۷۶ کیلوگرم کشتی فرنگی رقابت می‌کرد. او یک مدال نقره و یک برنز بازی‌های المپیک (۲۰۰۰، ۲۰۰۴) و نیز یک مدال طلا (۱۹۹۷)، یک نقره (۲۰۰۶) و یک برنز (۲۰۰۵) را از مسابقات قهرمانی کشتی جهان کسب کرده است.